# Mordechaj Palzur
Mordechaj Dawid Palzur (ur. 1929 w Tarnowie) – izraelski dyplomata, pierwszy ambasador Izraela w Polsce po wznowieniu stosunków dyplomatycznych między oboma krajami.

## Życiorys
Urodził się w Tarnowie w rodzinie żydowskiej, jako syn tarnowskiego malarza Aleksandra Plutzera. Po wybuchu II wojny światowej we wrześniu 1939, jego rodzina uciekła na wschód, a w czerwcu 1940 została wywieziona na Syberię. Dwa lata później z Armią Andersa trafił do Iranu, a następnie znalazł się w Palestynie. Tam ukończył polskie gimnazjum i szkołę średnią, a potem studiował prawo w Wyższej Szkole Prawa i Ekonomii w Tel Awiwie. Od lat 50. pracował w izraelskiej dyplomacji, m.in. na placówkach w Finlandii, Meksyku, Boliwii i RPA.
Po wznowieniu relacji między Polską i Izraelem w listopadzie 1986, Palzur przybył do Warszawy jako szef misji interesów Izraela przy ambasadzie Holandii. Jego misję przedstawiano oficjalnie w PRL jako ograniczającą się do opieki nad cmentarzami żydowskimi. 27 lutego 1990 został ambasadorem Izraela w Polsce, jednak po kilku miesiącach zakończył swoją misję.
W 2003 otrzymał od Fundacji Hetmana Jana Tarnowskiego tytuł Tarnovia Merenti za promocję regionu tarnowskiego i duży wkład w poprawę stosunków polsko-żydowskich. W 2008 został przewodniczącym Instytutu Badań Światowego Kongresu Żydów, który zajmuje się m.in. badaniami historycznymi dotyczącymi Żydów.